# BVM Racing
La BVM Racing è una scuderia automobilistica italiana con sede a Piangipane (RA).
Il nome BVM deriva dall'iniziale del cognome dei tre fondatori: Bertoni, Vannini e Mazzotti.

## Palmarès[2]
- 3  Campionato Greco Formula 3: 1996, 1999, 2001
- 1   Campionato Italiano Superformula: 1996
- 3   Campionato Italiano Formula 3: 2009, 2010, 2011
- 1   Campionato Italiano Formula Abarth: 2010
- 2   Campionato Italiano Formula Abarth (Rookie): 2011, 2012
- 2   Campionato Europeo Formula Abarth (Rookie): 2011, 2012

## Storia
La scuderia nasce nel 1993 quando i tre fondatori decidono di unire la propria esperienza in un team comune.
| Stagione | Campionato                       | Piloti                                                                                 |
| -------- | -------------------------------- | -------------------------------------------------------------------------------------- |
| 1993     | Campionato Italiano Formula 3    | Maurizio Mediani Michele Annoni Domenico Schiattarella                                 |
| 1994     | Campionato Italiano Formula 3    | Thomas Biagi Oliver Martini                                                            |
| 1995     | Campionato Italiano Formula 3    | Pietro Antonelli Gastón Mazzacane                                                      |
| 1996     | Campionato greco Formula 3       | Andreas Alkiopulos                                                                     |
| 1996     | Campionato Italiano Superformula | Marc Gené                                                                              |
| 1997     | Campionato greco Formula 3       |                                                                                        |
| 1997     | Campionato Italiano Formula 3    | Michelangelo Segatori                                                                  |
| 1998     | Campionato greco Formula 3       |                                                                                        |
| 1998     | Campionato Italiano Formula 3    | Michelangelo Segatori                                                                  |
| 1999     | Campionato greco Formula 3       | Papafilippo Vassilli                                                                   |
| 2000     | Formula Renault 2.0 Italia       | Alessandro Piccolo Antony Bertocchi Ron van Toren                                      |
| 2000     | Campionato greco Formula 3       |                                                                                        |
| 2001     | Formula Renault 2.0 Italia       | Mike den Tandt Martín Ponte Yari Benedetti Ianina Zanazzi                              |
| 2001     | Campionato greco Formula 3       |                                                                                        |
| 2002     | Formula Renault 2.0 Italia       | Martín Ponte Matteo Malucelli Stamatis Katsimis Mauro Contu                            |
| 2002     | Formula Renault Junior Monza     | Piccini Muggia                                                                         |
| 2003     | Formula Renault 2.0 Italia       | Mike den Tandt Cristian Corsini Luca Casadei Diego Puyo                                |
| 2003     | Formula Renault Junior Monza     | Moreno Bruzzone Marco Capuani                                                          |
| 2004     | Formula Renault 2.0 Italia       | Luca Persiani Andrea Ceccato Teng Yi Jiang                                             |
| 2004     | Formula Renault Junior Monza     | Marco Capuani Sergej Afanas'ev                                                         |
| 2005     | Formula Renault 2.0 Italia       | Davide Rigon Federico Muggia Gary Cester                                               |
| 2005     | Formula Renault Junior Monza     | Andrea Pellizzato                                                                      |
| 2006     | Formula Renault 2.0 Italia       | Federico Muggia Daniel Zampieri Frankie Provenzano Pablo Sánchez López Pietro Gandolfi |
| 2006     | Eurocup Formula Renault 2.0      | Federico Muggia Daniel Zampieri Frankie Provenzano Pablo Sánchez López                 |
| 2007     | Formula Renault 2.0 Italia       | Felipe Lapenna César Ramos Simeon Ivanov                                               |
| 2007     | Eurocup Formula Renault 2.0      | Markus Niemelä Adrian Quaife-Hobbs Felipe Lapenna César Ramos Simeon Ivanov            |
| 2008     | Formula Renault 2.0 Italia       | Adrian Quaife-Hobbs Daniel Zampieri César Ramos                                        |
| 2008     | Campionato Italiano Formula 3    | Salvatore Cicatelli Facundo Crovo Daniel Mancinelli Stamatis Katsimis Giacomo Ricci    |
| 2008     | Eurocup Formula Renault 2.0      | Adrian Quaife-Hobbs Daniel Zampieri César Ramos                                        |

| Stagione | Campionato                       | Piloti                                                                        |
| -------- | -------------------------------- | ----------------------------------------------------------------------------- |
| 2009     | Formula Renault 2.0 Italia       | Tyler Dueck Andrea Roda Thomas Hylkema                                        |
| 2009     | Campionato Italiano Formula 3    | Daniel Zampieri Edoardo Liberati Nicolò Piancastelli                          |
| 2009     | Eurocup Formula Renault 2.0      | Andrea Roda Dean Smith                                                        |
| 2010     | Campionato Italiano Formula 3    | César Ramos Kevin Giovesi Tyler Dueck Edolo Ghirelli                          |
| 2010     | Formula Abarth Italia            | Brandon Maïsano Michael Heche Robert Curia                                    |
| 2011     | Campionato Italiano Formula 3    | Sergio Campana Maxime Jousse Brandon Maïsano                                  |
| 2011     | Formula Abarth Italia            | Michael Heche Gerard Barrabeig Lorenzo Camplese Mario Marasca                 |
| 2011     | Formula Abarth Europea           | Michael Heche Gerard Barrabeig Lorenzo Camplese Mario Marasca                 |
| 2012     | Campionato Italiano Formula 3    | Nicholas Latifi Mario Marasca Patric Niederhauser Maxime Jousse Michael Heche |
| 2012     | Formula Abarth Italia            | Santiago Urrutia                                                              |
| 2012     | Formula Abarth Europea           | Santiago Urrutia Antonio Giovinazzi Sean Gelael                               |
| 2012     | Formula Renault 2.0 Alps         | Michael Heche                                                                 |
| 2013     | European F3 Open                 | Mario Marasca Vicky Piria                                                     |
| 2013     | Formula Renault 2.0 Alps         | Dario Capitanio Parth Ghorpade                                                |
| 2014     | Euroformula Open                 | Christopher Höher Michele Beretta Damiano Fioravanti                          |
| 2014     | Formula Renault 2.0 Alps         | Dario Capitanio Semen Evstigneev Danylo Pronenko                              |
| 2015     | Euroformula Open                 | William Barbosa Javier Cobián Alessio Rovera                                  |
| 2015     | Formula Renault 2.0 Alps         | Danylo Pronenko                                                               |
| 2016     | Euroformula Open                 | Daniil Pronenko Ye Hongli                                                     |
| 2016     | Campionato italiano di Formula 4 | Lorenzo Colombo Kush Maini                                                    |
| 2017     | Euroformula Open                 | Daniil Pronenko Daniel Lu Joey Mawson                                         |
| 2018     | Campionato italiano di Formula 4 | Marzio Moretti Gastone Sampieri                                               |
| 2019     | Campionato italiano di Formula 4 | Filip Ugran Pietro Delli Guanti Marzio Moretti                                |
| 2020     | Campionato italiano di Formula 4 | Pietro Delli Guanti Pietro Armanni Francesco Simonazzi                        |
| 2021     | Campionato italiano di Formula 4 | Francesco Simonazzi Leonardo Bizzotto Eron Rexhepi                            |
| 2021     | Euroformula Open                 | Francesco Simonazzi                                                           |
| 2022     | Campionato italiano di Formula 4 | William Karlsson Hwarang Kim                                                  |
| 2022     | Euroformula Open                 | Francesco Simonazzi                                                           |